# Хоуланд, Рик
Ри́чард «Рик» Хо́уланд (англ. Richard "Rick" Howland, род. 19 июня, Кингстон, Онтарио, Канада) — канадский актёр, наиболее известен ролью Гарри Буттмана в сериале «Хороший полицейский, плохой полицейский» и ролью Трика в телесериале «Зов крови».

## Биография
Хоуланд начал с импровизацией и пародий на учителей. Во время обучения в Йоркском университете он создал труппу комедиантов «The Four Strombones». «The Strombones» выступали в клубах Торонто более десяти лет, а также создали очень успешное шоу в 1994 году. Он играл в комедийных шоу, а также пробовал себя в качестве юмориста. Он выступил соавтором ситкома под названием «Жизнь Рика» с Адамом Нашманом.
В настоящее время он работает над сценарием короткометражного фильма, который сам будет режиссировать. Одновременно продолжает сниматься в сериале «Зов крови». Как композитор Рик начал карьеру, когда ему было семнадцать лет.

## Интересные факты
- У Хоуланда два самостоятельно записанных альбома. Один записан в студии, а один в гостиной[1].
- Одной из примечательных особенностей Хоуланда является его невысокий рост, который составляет всего 1.40 м[2].

## Избранная фильмография
| Год       |     | Русское название                        | Оригинальное название            | Роль                    |
| --------- | --- | --------------------------------------- | -------------------------------- | ----------------------- |
| 1995      | тф  |                                         | To Catch a Yeti                  | Блюббер                 |
| 1997      | кор |                                         | The Cellar                       | Золтан                  |
| 1998      | с   | Приключения Ширли Холмс                 | The Adventures of Shirley Holmes | Берни Сзабо             |
| 1998      | с   |                                         | Once a Thief                     | в титрах не указан      |
| 1999      | с   |                                         | Traders                          | Роб Льюис               |
| 1999      | с   |                                         | The Jesse Ventura Story          | рестлер                 |
| 2000      | кор |                                         | Sufferance/Martirio              | дворецкий               |
| 2001      | тф  |                                         | Club Land                        | Гамп                    |
| 2002      | тф  |                                         | The Newsroom                     |                         |
| 2004      | с   |                                         | Sue Thomas: F.B.Eye              | Сол Роланд              |
| 2005      | кор |                                         | Short Tongue Freddy              | Фредди                  |
| 2005      | тф  |                                         | Crazy for Christmas              | Кенни                   |
| 2006      | кор |                                         | Santa Baby                       | мистер Эльф             |
| 2006      | ф   | Хороший полицейский, плохой полицейский | Bon Cop, Bad Cop                 | Гарри Буттман           |
| 2006      | ф   |                                         | Citizen Duane                    | разгневанный пешеход    |
| 2007      | тф  |                                         | The Roommate                     | Пол                     |
| 2007      | с   | Заколдованное королевство               | Tin Man                          | Ред Катт                |
| 2007—2008 | с   |                                         | Billable Hours                   | Кич/компьютерный техник |
| 2008      | с   | Расследование Мёрдока                   | Murdoch Mysteries                | Маилс Горман            |
| 2009      | ф   |                                         | Midgets Vs. Mascots              | большой красный куст    |
| 2010—2015 | с   | Зов крови                               | Lost Girl                        | Трик                    |
| 2011      | с   | Убежище                                 | Sanctuary                        | Галво                   |
| 2012      | кор |                                         | An Insignificant Man             | клоун                   |